# Cieśnina Duńska

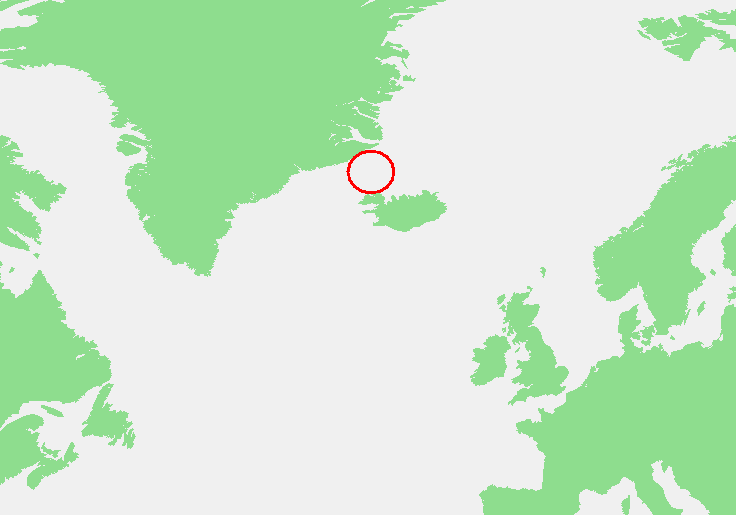
Lokalizacja Cieśniny Duńskiej

Cieśnina Duńska – cieśnina położona pomiędzy Grenlandią (na północnym zachodzie) a Islandią (na południowym wschodzie).
Długa na 480 km i szeroka na 290 km w najwęższym miejscu, łączy Ocean Arktyczny z Oceanem Atlantyckim. Przepływa przez nią zimny Prąd Wschodniogrenlandzki, niosący pak i góry lodowe z Oceanu Arktycznego. Cieśnina stanowi ważny rejon połowu ryb i jest patrolowana przez duńskie i islandzkie okręty.

## Historia
Podczas II wojny światowej, w maju 1941 roku miała miejsce bitwa w Cieśninie Duńskiej pomiędzy jednostkami brytyjskimi a niemieckimi (pancernik „Bismarck”, krążownik ciężki „Prinz Eugen”), próbującymi przedostać się na wody Oceanu Atlantyckiego. Brytyjczycy stracili krążownik liniowy HMS „Hood”.